# Липпмаа, Теодор
Теодор Липпмаа (эст. Teodor Lippmaa; 17 ноября 1892, Рига – 27 января 1943, Тарту) — эстонский ботаник. Председатель Эстонского общества натуралистов (1939–1941).

## Биография
Теодор Липпмаа (Липман) родился 5 (17) ноября 1892 года в Риге. В 1908 году закончил городское четырёхлетнее училище. Некоторое время был учителем естественной истории в частной школе в Риге. В 1914 году сдал экзамены и получил аттестат о среднем образовании. С 1915 года, во время Первой мировой войны, работал химиком на военном заводе. В 1917 году поступил на физико-математический факультет Петроградского университета, но проучился там только год. Затем жил на Алтае, где работал школьным учителем, а также занимался ботаникой..
В 1922 году он переехал в Эстонию. Учился на ботаника в Тартуском университете, окончил его в 1924 году, в 1925 году получил степень магистра и был назначен на должность старшего ассистента преподавателя. В 1926 году защитил докторскую диссертацию, в 1927 году стал доцентом Тартуского университета. В 1929 был командирован за границу (во Францию и Алжир). В 1930 году вернулся в Тарту и стал профессором ботаники и директором Ботанического института и садов. Занимался изучением эстонской растительности, написал ряд научных трудов, участвовал в международных ботанических конференциях. В 1935—1938 годах был председателем Эстонского совета по охране природы, а в 1939—1941 годах — Эстонского общества естествоиспытателей. В 1939 году был избран академиком Эстонской академии наук.
Погиб 27 января 1943 года в оккупированном немцами Тарту в результате бомбардировки советской авиацией. Похоронен на кладбище Рахумяэ в Таллине.

## Память
В 1982 году в ботаническом саду Тартуского университета был открыт памятник Теодору Липпмаа.

## Семья
Его сын Эндель Липпмаа (1930—2015) стал видным эстонским советским химиком.